# Vetenskapsåret 1934

## Händelser

### Astronomi
- Okänt datum - Richard Tolman visar att svartkroppsstrålning i ett expanderande universum, kyls, men är fortsatt termisk.
- Okänt datum - Georges Lemaître tolkar den kosmologiska konstanten som orsakad av vakuumenergi.

### Biologi
- 27 juni - Canberra Times dokumenterar en attack av en okänd spindelart vid Antofagasta i Chile.[1]

### Fysik
- Okänt datum - Sonoluminescens upptäcks vid Kölns universitet
- Okänt datum - Ernest Lawrence och Stan Livingston utvecklar cyclotronen

### Kemi
- Okänt datum - Robert Mulliken utvecklar Mullikenskalan för att mäta grundämnens elektronegativitet
- Okänt datum - Ernest Rutherford upptäcker tritium.

## Pristagare
- Copleymedaljen: John Scott Haldane
- Darwinmedaljen: Albert Charles Seward
- Nobelpriset: [2]
  - Fysik: ej utdelat
  - Kemi: Harold Urey
  - Fysiologi/medicin: George H. Whipple, George R. Minot, William P. Murphy
- Sylvestermedaljen: Bertrand Russell
- Wollastonmedaljen: Henry Alexander Miers [3]

## Födda
- 9 mars - Jurij Gagarin, den första rymdfararen
- 31 mars - Carlo Rubbia, fysiker, nobelpristagare
- 9 november - Carl Sagan, astronom

## Avlidna
- 29 januari - Fritz Haber, 65, kemist
- 4 juli - Marie Curie, 66, fysiker
- 20 november - Willem de Sitter, 62, matematiker, fysiker och astronom

### Fotnoter
1. ↑  http://trove.nla.gov.au/ndp/del/article/2359868
2. ↑  ”Nobelpriset”. http://nobelprize.org/nobel_prizes/lists/all/index.html. Läst 10 april 2011.
3. ↑  ”Geological Society”. Arkiverad från originalet den 5 juni 2011. https://web.archive.org/web/20110605102217/http://www.geolsoc.org.uk/gsl/society/history/page750.html. Läst 14 april 2011.